# Elecciones generales de Bolivia de 1896
Las elecciones generales de Bolivia de 1896 se llevaron a cabo en todo el país el día domingo 4 de mayo de 1896, con el objetivo de elegir al futuro Presidente de Bolivia para el periodo constitucional 1896-1900. Alrededor 36 637 personas acudieron a las urnas para depositar su voto con el sistema electoral de voto calificado. Se presentaron dos candidatos presidenciales, entre ellos Severo Fernández Alonso representando al Partido Conservador y José Manuel Pando representando al Partido Liberal.
El candidato Fernández Alonso ganó estos comicios con más del 54 % de la votación total, logrando obtener el apoyo de 19 896 votos mientras que Pando solamente obtuvo 16 709 votos (45 % de la votación). De esta manera se declaró a Fernández Alonso como presidente electo democráticamente, mediante la Ley el 19 de agosto de 1896.